# Mahmoud Osama Al-Jazzar
Mahmoud Osama Al-Jazzar (en arabe : محمود أسامة الجزار), né en 1988 ou 1989 et mort le 6 mai 2024 à Rafah, tué par un bombardement israélien, est un footballeur palestinien.

## Biographie
Mahmoud Al-Jazzar, surnommé Kingoal, est transféré d'Al Qadsia (ar) aux Khadamat Rafah (ar) pendant la saison 2018-2019 (en). La saison suivante, il remporte le championnat de la bande de Gaza avec son nouveau club. En 2022, il annonce sa retraite. En 2022-2023, il joue sa dernière saison avec les Khadamat Rafah, au cours de laquelle il glane un nouveau titre de champion de la bande de Gaza. 
Mahmoud Osama Al-Jazzar est tué au début de l'offensive israélienne sur Rafah. Dans la nuit du 6 au 7 mai 2024, la maison de la famille Abdel-Aal, où il avait trouvé refuge, est bombardée par l'aviation israélienne. Il avait 35 ans. D'après la Fédération de Palestine de football, il est le 164e footballeur palestinien tué depuis le début de la guerre à Gaza depuis 2023.  

## Palmarès

### En club
| Khadamat Rafah (ar) - Championnat de la bande de Gaza - Champion en 2020 (en) et 2023 (ar) |